# Răzătoare

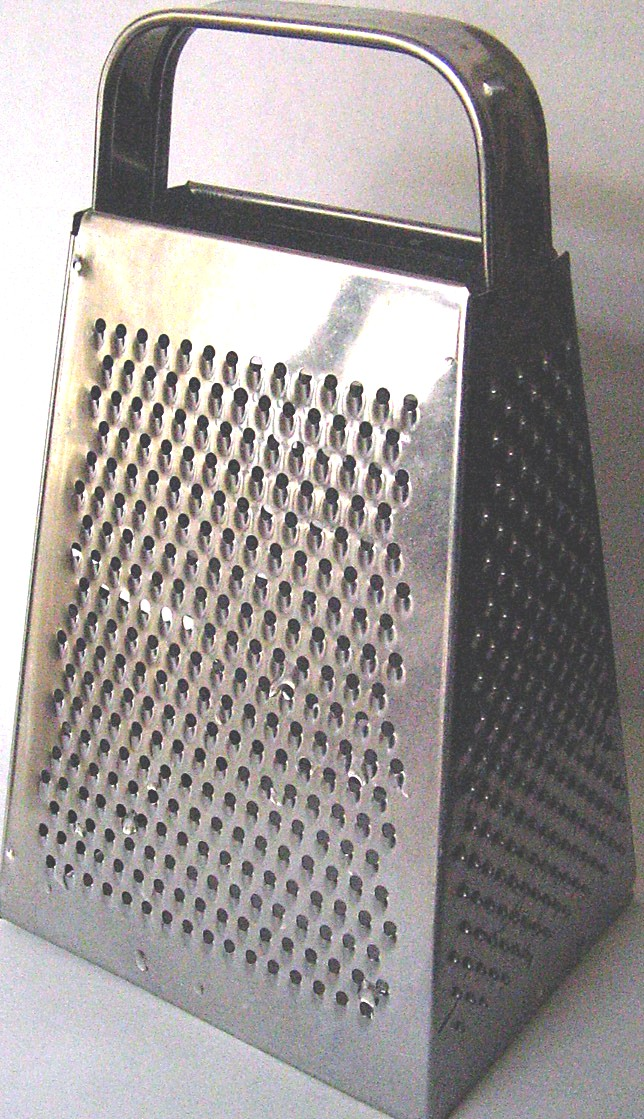
Răzătoare de brânză

O răzătoare este un instrument de bucătărie folosit pentru răzuirea diferitelor alimente. A fost inventată de François Boullier în anii 1540 în Franța cu intenția de a o folosi pentru brânză.